# Edward Spyrka
Edward Spyrka (ur. 31 marca 1939 w Rybniku) – polski pianista, kompozytor, aranżer, dyrygent, kierownik muzyczny, producent muzyczny, realizator dźwięku i dziennikarz muzyczny.

## Życiorys
Ukończył Średnią Szkołę Muzyczną w Gliwicach w klasie fortepianu. Absolwent Wydziału Pedagogicznego Państwowej Wyższej Szkoły Muzycznej w Katowicach. Jako uczeń grał w zespole rozrywkowym Stanisława Otałęgi, później w lokalnych zespołach dixielandowych. W 1962 dzięki dawnemu nauczycielowi gry na fortepianie Stanisławowi Śmiałowskiemu rozpoczął pracę w Rozgłośni Polskiego Radia Opole, początkowo jako redaktor muzyczny, starszy redaktor muzyczny, zastępca kierownika redakcji muzycznej, a następnie kierownik redakcji muzycznej (prowadził m.in. autorską audycję pt. Odkurzone melodie). 
Od 1964 związany był z Krajowym Festiwalem Piosenki Polskiej w Opolu, zarówno jako twórca piosenek konkursowych, jak i juror, kierownik muzyczny, dyrygent czy dziennikarz radiowy. Od 1965 kierował własnym zespołem muzycznym, z którym dokonał licznych nagrań dla Polskiego Radia. Ważnym epizodem w jego karierze producenta muzycznego jest współpraca z Józefem Skrzekiem i SBB, a także praca z Porter Bandem przy realizacji debiutanckiej płyty Helicopters. 
W latach 80. i 90. sporadycznie współpracował z Filharmonia Opolską w charakterze kierownika muzycznego, konferansjera i dyrygenta (zaczynał w charakterze współprowadzącego na zaproszenie dyr. Czesława Płaczka). W 1993, z okazji 30-lecia KFPP w Opolu otrzymał od organizatorów Złoty Laur. 
31 maja 2004 przeszedł na emeryturę. Jest bohaterem wystawy z cyklu Ludzie Opolszczyzny.  
Jest kompozytorem:  
- muzyki do spektakli teatralnych: Eros i Psyche, Antygona, Spazmy modne, Trzy pomarańcze, Herakles i Amazonki, Zamieć, Czarowna noc, Derby w pałacu, Poskromienie złośnicy, Rozśpiewany statek, Niebieski piesek, O piracie Rum Bar Bari, Baśniowy las, Nowe przygody Pifa, Menażeria kapitana Ali i Trzy białe strzały;
- muzyki do filmów dokumentalnych i krótkometrażowych;
- piosenek m.in. dla Andrzeja Dąbrowskiego, Hanny Koniecznej, Steni Kozłowskiej, Dany Lerskiej, Sióstr Panas, Jerzego Połomskiego, Sławy Przybylskiej, Joanny Rawik, Andrzeja Rybińskiego czy Elżbiety Wojnowskiej.

## Nagrody
- V KFPP Opole (1967): Nagroda Przewodniczącego MRN w Opolu za muzykę do piosenki o tematyce opolskiej,
- XVIII KFPP Opole (1980): Wyróżnienie za przygotowanie koncertu Debiuty,
- XXX KFPP Opole (1993): Złoty Laur.